# 黒旗 (イスラム教)
黒旗（こっき、アラビア語：الراية السوداء, al-rāya al-sawdāʾ, アッ＝ラーヤ・アッ＝サウダー）は、イスラム教の伝統の中で、預言者ムハンマドが掲げた黒、白、黄と複数種類あった旗の一つ。
747年のアッバース革命につながるアブー・ムスリムの蜂起で使用され、アッバース朝のシンボルカラーとしても用いられた。
また、イスラムの終末論（マフディーの到来を告げるもの）の象徴でもある。